# Zbigniew Namysłowski
Zbigniew Jacek Namysłowski (9 tháng 9 năm 1939 - 7 tháng 2 năm 2022) là một nhạc sĩ, nhà soạn nhạc, nghệ sĩ chơi đa nhạc cụ (saxophone, sáo, cello, kèn trombone, piano) chuyên nhạc jazz người Ba Lan.

## Sự nghiệp
Từ lúc 13 tuổi, ông đã bắt đầu học chơi đàn piano, rồi đến cello và sau đó là kèn trombone.
Năm 1955, Namysłowski ra mắt khán giả với vai trò là một nghệ sĩ piano trong nhóm nhạc sinh viên "Five Brothers". Năm 1960, ông chuyển sang chơi saxophone trong nhóm nhạc "The Jazz Wreckers". Sau đó, ông cùng với nghệ sĩ người Mỹ gốc Ba Lan Michal Urbaniak tự thành lập một nhóm nhạc riêng mang tên "Jazz Rockers". Năm 1965, ông tham gia thu âm album Astigmatic của nhà soạn nhạc Krzysztof Komeda. Namysłowski cũng từng hợp tác với những nghệ sĩ nhạc jazz khác, chẳng hạn như: Janusz Muniak, Leszek Możdżer, Vladislav Sendecki, Michał Urbaniak, và Andrzej Trzaskowski.
Vào ngày 5 tháng 6 năm 2007, ông được trao tặng Huy chương Vàng cho công lao Văn hóa - Nghệ thuật "Gloria".

## Đĩa nhạc tiêu biểu
- Lola (1964; Decca)
- Zbigniew Namyslowski Quartet (muza XL0305) (1966)
- Krzysztof Komeda: Astigmatic (1966)
- Winobranie (1973)
- Kuyaviak Goes Funky (1975)
- Zbigniew Namyslowski (1977)
- Jasmin Lady (1978)
- Future Talk (1979)
- Air Condition (1981)
- Open (1987)
- Without A Talk (1991)
- The Last Concert (1992)
- Secretly & Confidentially (1993)
- Zbigniew Namysłowski & Zakopane Highlanders (1995)
- Cy to blues cy nie blues (1997)
- Dances (1997)
- 3 Nights (1998)
- Mozart Goes Jazz (1999)
- Jazz & Folk - Namyslowski Quartet & Górale (2000)
- Go! (2003)
- Standards (2003)
- Assymetry (2006)
- Live at Kosmos, Berlin 1965 (2008)
- Nice & Easy (2009)